# Rhoda Rennie
Pour les articles homonymes, voir Rennie.
Rhoda Lilian Rennie, née le 2 mai 1909 à Benoni et morte le 11 mars 1963 à Johannesburg, est une nageuse sud-africaine.

## Biographie
Aux Jeux olympiques d'été de 1928 à Amsterdam, Rhoda Rennie remporte la médaille de bronze à l'issue de la finale du relais 4x100m nage libre en compagnie de Marie Bedford, Kathleen Russell et Freddie van der Goes.